# Brno-Černovice
Brno-Černovice je městská část na jihovýchodě statutárního města Brna. Je tvořena městskou čtvrtí Černovice (německy Czernowitz, později Tschernowitz), původně samostatnou obcí, která byla k Brnu připojena v roce 1919. Její katastrální území má rozlohu 6,29 km². Samosprávná městská část vznikla 24. listopadu 1990. Žije zde přibližně 8000 obyvatel.
Pro účely senátních voleb je území městské části Brno-Černovice zařazeno do volebního obvodu číslo 58.

## Sousedící městské části
Městská část Brno-Černovice hraničí na východě s městskou částí Brno-Slatina, na severu s městskou částí Brno-Židenice, na západě s městskými částmi Brno-střed a Brno-jih, přičemž zde její západní hranice probíhá po západním (pravém) břehu řeky Svitavy (jak je ostatně patrné z územního plánu města Brna), na jihu pak hraničí s městskou částí Brno-Tuřany.

## Název
Název údajně souvisí s územím, na kterém se čtvrť nachází; oblast byla kdysi bažinatá, dokládají to i názvy okolních čtvrtí, Slatina a Komárov. A Černovice by mohla být černá zem nebo vzduch černý hejny komárů.

## Charakteristika čtvrti
Černovice se skládají z menších starých a větších Nových Černovic, mezi kterými se nedaleko budovy zdejšího textilního kombinátu Nová Mosilana nachází areál zdejší psychiatrické nemocnice. Zatímco Nové Černovice mají městský charakter s převážně prvorepublikovými domy, mají staré Černovice vesnický charakter. Původně převážně zemědělsky a zahrádkářsky zaměřené Černovice se ve svých okrajových částech mění v současnosti v průmyslovou čtvrť. Příkladem může být i změna bývalého černovického letiště v průmyslovou oblast Černovické terasy. Rozporuplnost tohoto území dokládá vcelku blízké sousedství brněnské městské skládky Černovice a malého kousku původní přírodní krajiny Černovický hájek (dnes však již k Černovicím nenáleží).

## Historie

### Nejstarší historie a urbanistický vývoj
Černovice vznikly před více než 700 lety. V roce 1645 při obléhání Brna švédskými vojsky byla obec značně poškozena. Severně od Černovic byla v letech 1861–1863 vybudována zemská psychiatrická léčebna (dnes Psychiatrická nemocnice Brno) s osově komponovanými novorenesančními objekty, ležící v „zelené“ části této čtvrti. Od 70. let 19. století vznikala zástavba Nových Černovic, která byla dotvořena během období první republiky. Ve třicátých letech vznikla na východě tehdejšího černovického katastru nouzová dělnická kolonie Černovičky, náležející od roku 1969 ke katastru sousední Slatiny. Roku 1959 začalo na východním okraji Nových Černovic v prostoru dnešní Kneslovy a Krausovy ulice vznikat vůbec první brněnské panelové sídliště.

### Připojení k Brnu
Území moderní městské části Brno-Černovice bylo připojeno k Brnu postupně v několika fázích:
1. 6. července 1850 se součástí Brna stal blok domů mezi ulicemi Olomoucká, Tržní a Zvěřinova, náležející tehdy k Zábrdovicím
2. roku 1869 byl k Brnu připojen areál psychiatrické nemocnice v Černovicích, jakožto nově vytvořené katastrální území Zábrdovice II, zcela oddělené od zbytku Brna. Zároveň došlo k přejmenování stávajícího katastrálního území Zábrdovice na Zábrdovice I
3. 27. července 1884 (podle údajů z katastrální mapy z povinných císařských výtisků stabilního katastru) byly k Brnu připojeny parcely po obou stranách západní části Olomoucké ulice, které předtím tvořily součást katastru obce Černovice (tyto pozemky byly současně v rámci Brna připojeny ke katastrálnímu území Zábrdovice I)
4. 31. března 1898 (podle údajů z indikační skici katastrálního území Černovice datované rokem 1873 – signatura této indikační skici uložené v Moravském zemském archivu je MOR038118730) bylo na základě výnosu zemského finančního ředitelství v Brně připojen k Brnu území na severozápadě tehdejšího katastru Černovic, které zahrnovalo část Masné ulice, krátký úsek ulice Mlýnské, ulici Porážka a blok domů mezi ulicemi Stinná, Elišky Krásnohorské a Spojka. Tato oblast byla v rámci Brna připojena ke katastrálnímu území Trnitá
5. 16. dubna 1919 pak byla připojena k Brnu i samotná obec Černovice, jakož i obce Ivanovice (dnes zvané Brněnské Ivanovice) a Komárov, jejichž katastry na území moderní městské části Brno-Černovice také zasahovaly.

### Změny katastrálních hranic Černovic
Vedle výše zmíněných změn katastrální hranice Černovic, souvisejících s připojováním k Brnu, došlo k dalším změnám též při první katastrální reformě Brna roku 1941, a druhé katastrální reformě Brna
z let 1966–1969, kdy Černovice získaly svoje současné katastrální hranice. Roku 1941 získaly Černovice zpět malé území s výše uvedeným blokem při ulici Elišky Krásnohorské. Ke zcela zásadní změně katastrálních hranic Černovic však došlo až při druhé katastrální reformě Brna z let 1966–1969. Do té doby byly součástí jejich katastru i některé nezastavěné pozemky ležící na pravém břehu Svitavy, které jsou dnes součástí katastrálního území Komárova, několik bloků na jihu dnešního katastru Židenic, Černovický hájek v současném katastru Brněnských Ivanovic, a území dnes tvořící západní část katastru Slatiny (Černovičky, kasárny, areál Lidlu, vozovna). Černovice tehdy naopak získaly do té doby zábrdovické domy jižně od Olomoucké ulice (část zdejších pozemků však náležela k Černovicím do roku 1884) a pozemky na jihu, náležející původně k Brněnským Ivanovicím a Komárovu.

### Vývoj administrativní příslušnosti od roku 1945
- V letech 1945–1946 tvořil celý tehdejší černovický katastr samosprávnou městskou část Brno-Černovice s vlastním MNV. Další části moderní městské části byly v působnosti MNV Komárov a MNV Brněnské Ivanovice. Pro účely tohoto článku se bohužel nepodařilo zjistit tehdejší administrativní příslušnost pozemků náležejících v té době ke katastru Zábrdovic.
- 1947–1949 byl celý tehdejší černovický katastr součástí městského obvodu Brno VII. Tehdy zábrdovická část moderní městské části náležela k městskému obvodu Brno I.
- 1949–1954 náležela většina území tehdejšího černovického katastru k městskému obvodu Brno X (území ležící na levém břehu Svitavy), malá západní část katastru Černovic (dnes však již k Černovicím nenáležející) ležící na pravém břehu Svitavy byla rozdělena mezi městské obvody Brno XI a Brno IV; součástí Brna X byla v té době i část moderního černovického katastru, náležející tehdy k Zábrdovicím; parcely na jihu moderního území městské části Brno-Černovice, které v té doby tvořily součást katastrálních území Komárov a Brněnské Ivanovice, patřily k městskému obvodu Brno XIII.
- V letech 1954–1964 tvořila východní části tehdejšího černovického katastru na levém břehu Svitavy součást městského obvodu Brno VI, malá západní část katastru ležící na pravém břehu Svitavy náležela k městskému obvodu Brno IV; součástí Brna VI byla i tehdy zábrdovická část moderních Černovic. Jižní části moderního černovického katastru, patřící v té době ke Komárovu a Brněnským Ivanovicím, náležely v letech 1954–1960 k městskému obvodu Brno X-Tuřany, poté od roku 1960 do roku 1971 k městské části Tuřany.
- od roku 1964 náležel celý černovický katastr k městskému obvodu Brno IV. Po druhé katastrální reformě Brna pak došlo roku 1971 k další správní reformě a pak až do 23. listopadu 1990 tvořil celý černovický katastr (již v současných hranicích) součást městského obvodu Brno IV.
- od 24. listopadu 1990 jsou Černovice pod názvem Brno-Černovice jednou ze samosprávných městských částí Brna.

## Obyvatelstvo
| 1869 | 1880 | 1890  | 1900  | 1910  | 1921  | 1930  | 1950   | 1961   | 1970   | 1980  | 1991  | 2001  | 2011  | 2021  |
| ---- | ---- | ----- | ----- | ----- | ----- | ----- | ------ | ------ | ------ | ----- | ----- | ----- | ----- | ----- |
| 543  | 781  | 1 405 | 2 202 | 3 057 | 3 447 | 7 111 | 10 145 | 12 726 | 11 141 | 8 619 | 7 221 | 7 263 | 8 024 | 8 374 |

## Pamětihodnosti
- Kostel svatého Floriána – novogotický kostel postavený v roce 1898 na návsi (Faměrovo náměstí), zbořen 1960